# Focus on form
Il focus on form (letteralmente «focalizzazione sulla forma») è un intervento del docente di lingua seconda, attuato durante uno scambio comunicativo e consistente nello spostare l'attenzione degli apprendenti sugli aspetti formali della lingua. Inoltre, è definito in contrasto con altre due possibili mosse del docente: il focus on forms (focalizzazione sulle forme) e il focus on meaning (focalizzazione sul significato).
Il primo consiste nella focalizzazione decontestualizzata delle forme linguistiche (intesa per lo più come lezione di grammatica normativa); il secondo si limita alla focalizzazione sul significato (lessico) senza prestare attenzione alle forme (come avviene in un approccio comunicativo in senso stretto).
La prima definizione di focus on form è stata proposta da Michael Long nel 1988 . Per rientrare nella definizione di focus on form, comunque, un intervento didattico deve inserirsi in uno scambio comunicativo e spostare momentaneamente l'attenzione sulla forma (tipicamente con un feedback correttivo).

## Definizione del costrutto
La necessità di isolare nello studio sull'insegnamento delle lingue il costrutto focus on form, scaturisce dagli esiti della ricerca scientifica sull'apprendimento delle lingue: da una parte non ci sono prove che il focus on forms (insegnamento della grammatica normativa) sia efficace; dall'altra, la ricerca ha dimostrato che l'apprendimento guidato è più efficace di quello spontaneo .
La ricerca che sostiene l'inefficacia del focus on forms  si basa sull'osservazione che gli apprendenti acquisiscono le strutture linguistiche in sequenze .
Molti degli stadi attraverso cui passa l'interlingua degli apprendenti includono forme non allineate sugli usi del parlanti nativi : ciò significa che essi seguono un percorso di acquisizione della lingua, non direttamente dipendente dalla presentazione ordinata della grammatica.
Inoltre, il progresso attraverso gli stadi acquisizionali non è lineare: gli apprendenti possono usare correttamente delle strutture linguistiche in alcuni contesti ma non in altri , oppure possono mostrare una curva di apprendimento a U, in cui usi corretti della lingua possono temporaneamente regredire verso usi non corretti . Pertanto, gli esiti della ricerca sono del tutto incompatibili con l'idea che gli studenti apprendano esattamente ciò che viene loro insegnato nel momento stesso dell'insegnamento .
In una rassegna di studi che mettono a confronto 'apprendimento spontaneo' e 'apprendimento guidato', Long ha calcolato che il secondo è più efficace sia nei tempi di acquisizione che negli esiti finali . Una conferma delle conclusioni cui è giunto Long proviene dagli studi sui programmi di immersione in Canada, nei quali studenti anglofoni studiano in lingua francese. Dopo anni di lezioni centrate sul significato (il contenuto disciplinare), e di esposizione a un input abbondante (lo scambio in immersione linguistica), il parlato di questi studenti mostrava un livello di accuratezza grammaticale inferiore alle aspettative; ciononostante, gli stessi avevano una buona competenza comunicativa e un livello di comprensione paragonabile a quello dei parlanti nativi . 
Risultati analoghi provengono dagli studi sui programmi intensivi di inglese L2 ispirati all'approccio comunicativo .
Secondo la definizione di Long  il focus on form è una mossa didattica in cui gli insegnanti «attirano apertamente l'attenzione dell'apprendente su alcuni elementi linguistici via via che emergono accidentalmente nel corso di lezioni centrate prevalentemente sul significato» (p. 46). In questa accezione il focus on form è un intervento implicito che non evidenzia l'errore dell'apprendente, né fornisce informazioni esplicite sulle norme linguistiche (le regole grammaticali).
Tuttavia, studi successivi sono arrivati alla conclusione che l'insegnamento esplicito sia più efficace di quello implicito , smentendo l'assunto di Long secondo cui è più efficace un focus on form implicito, non intrusivo e accidentale.
Un approccio che sembra più promettente è il form-focused instruction, definito da Spada  come «ogni intervento didattico che – in modo sia implicito sia esplicito – attiri l'attenzione dell'apprendente sulla lingua» . 

### In Italia
Nella penisola, molti dei contributi sul focus on form sono stati pubblicati negli atti del convegno annuale dell'AItLA (Associazione Italiana di Linguistica Applicata) e del CIS (Centro di italiano per stranieri) dell'Università di Bergamo. All'interno della collana Strumenti della Ricerca dell'AItLA è uscito un volume di Whittle e Nuzzo , il quale interessa l'applicazione del focus on form all'insegnamento della lingua italiana nella scuola primaria.